# Fascism clerical
Fascismul clerical este o ideologie care combină doctrinele politice și economice ale fascismului cu clericalismul. Termenul a fost utilizat în descrierea organizațiilor și mișcărilor care combină elemente religioase cu elemente fasciste sau regimurilor fasciste în cadrul cărora clerul are un rol important.

## Istorie
Termenul de fascism clerical a fost utilizat pentru prima dată la începutul anilor 1920 în Italia. Acesta caracteriza facțiunea catolică a Partidului Poporului Italian care susținea regimul lui Benito Mussolini; se presupune că ar fi fost inventat de Luigi Sturzo, preot și lider creștin-democrat care s-a opus regimului și a plecat în exil în 1924. În ciuda acestor afirmații, termenul a fost utilizat înainte de Marșul asupra Romei din 1922, caracterizându-i pe catolicii din nordul Italiei care militau pentru o sinteză între catolicism și fascism.
Sturzo a realizat o distincție între „filofasciști”, cei care au părăsit PPI în 1921 și 1922, și „fasciștii clericali” care au rămas în partidul după Marșul asupra Romei, susținând colaborarea cu regimul fascist. Într-un final, cel din urmă grup a ajuns la o înțelegere cu Mussolini, au abandonat PPI în 1923 și au creat Centro Nazionale Italiano. Partidul Poporului Italian a fost desființat de către regimul fascist în 1926.
Termenul este utilizat astăzi de către intelectuali pentru a face distincție între fascismul clerical cu aspecte autoritariste de formele mult mai radicale. Fasciștii creștini au ca subiect de interes politicile religioase interne precum legile și reglementările care reflectă propria perspectivă creștină. Formele radicale de fascism creștin sau clerical au apărut în spectrul politic al extremei-drepte în unele tări europene în perioada interbelică.

## Exemple
Exemple de dictaturi și mișcări politic care adoptă elementele specifice fascismului clerical :
- Regimul preotului Jozef Tiso în Republica Slovacă (1939-1945).
- Mișcarea Ustașa în Statul Independent al Croației.[7]
- Mișcarea Națională Iugoslavă (care a colaborat cu Guvernul Salvării Naționale).
- António de Oliveira Salazar în Portugalia.
- Engelbert Dollfuss în Austria.
- Leon Rupnik în Slovenia.
- Garda de Fier în România sub conducerea lui Corneliu Zelea Codreanu.
- Rexismul belgian.
- Mișcarea Lapua în Finlanda.

Guvernul generalului Franco în Spania franchistă a implementat Nacionalcatolicismo (în română catolicismul național) ca parte a propriei ideologii. Regimul a fost descris ca unii ca fiind un exemplu de fascism clerical, în special odată cu scăderea influenței Falangei la mijlocul anilor 1940 și înainte de Miracolul Spaniol din anii 1960.
Intelectualii care acceptă termenul au ajuns la concluzia că mișcarea Ustașa este cel mai bun exemplu de fascism clerical. Mai mult, unii autori au respins termenul pe motiv că un întreg regim fascist nu devine „clerical” dacă elementele clerului îl sprijină, în timp ce alții nu îl utilizează în afara contextului epocii fasciste, perioada interbelică (1918-1945).
Unii cercetători au considerat unele mișcări contemporane ca fiind forme de fascism clerical: Identitatea Creștină și Reconstrucția Creștină din Statele Unite, „cea mai virulentă formă” de fundamentalism islamic, islamism și naționalismul hindus militant din India.